# Парламентские выборы в Сальвадоре (1932)
Парламентские выборы в Сальвадоре проходили с 3 по 5 января 1932 года. Правительство обещало провести свободные и открытые выборы и призвало все партии к участию, включая Коммунистическую партию. Однако, избиратели должны были регистрироваться в своих избирательных округах на партийной основе, что давало в руки правительства список членов Коммунистической партии. В результате Коммунистическая партия победила в нескольких муниципалитета на западе страны, населённых преимущественно индейцами. Однако, правительство Максимилиано Эрнандеса Мартинеса вскоре аннулировало результаты выборов, а выборы, планировавшиеся позже на 10—12 января были отменены. Консервативная Прогрессивная братская партия бойкотировала выборы на основании фальсификаций голосования.